# Arlois
L'Arlois est un ruisseau du Mâconnais, dans les deux départements du Rhône et de Saône-et-Loire, en régions Bourgogne-Franche-Comté et Auvergne-Rhône-Alpes et un affluent de rive droite de la Saône, donc un sous-affluent du fleuve le Rhône.

## Géographie

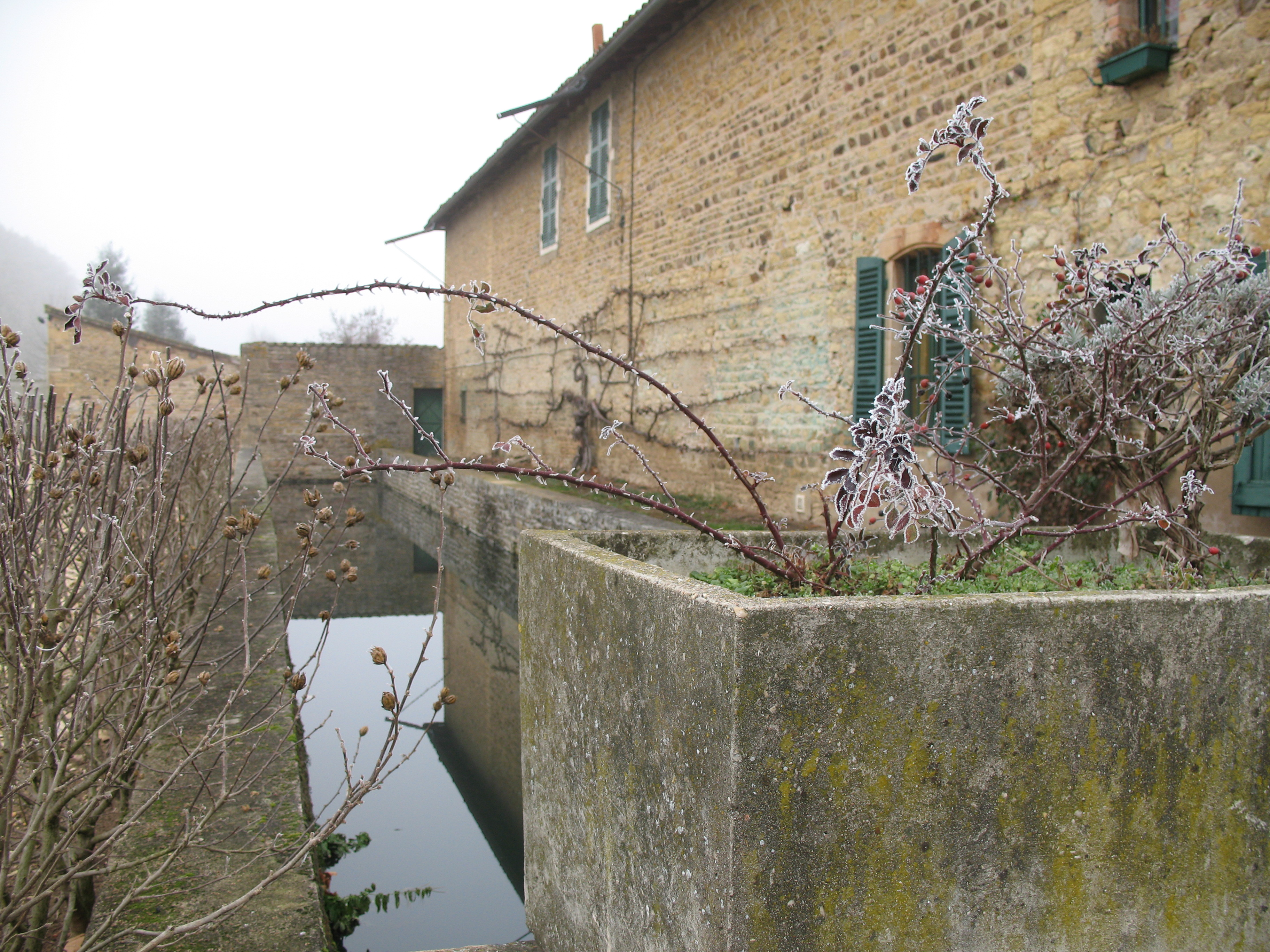
Communs du château de Thoiriat proche de l'Arlois, à Crêches-sur-Saône.

De 11,2 km de longueur, l'Arlois prend sa source dans le bois des Ceures au pied de la roche noire, non loin du petit hameau de "La Grange du Bois", à 500 m d'altitude
l'Arlois coule en gros du nord-ouest vers le sud-est et traverse les villages de Chasselas, Leynes, Saint-Vérand, Chânes.
Finalement il conflue en rive droite de la Saône à Crêches-sur-Saône, à 172 m d'altitude, à 200 m au sud du port d'Arciat et du pont d'Arciat (inauguré en 2010) de la route départementale D51a sur la Saône, près du lieu-dit Prés de Bezenan, et de l'aire de repos des Sablons, sur l'autoroute du Soleil, en face de la commune de Cormoranche-sur-Saône.

### Communes et cantons traversés
Dans les deux départements du Rhône (une commune : Cenves) et de Saône-et-Loire, l'Artois traverse huit communes et trois cantons :
- dans le sens amont vers aval : Solutré-Pouilly (source), Cenves, Chasselas, Leynes, Saint-Amour-Bellevue, Saint-Vérand, Chânes, Crêches-sur-Saône (confluence).

Soit en termes de cantons, l'Artois prend source dans le canton de Mâcon-Sud, traverse ou longe le canton de Belleville et conflue dans le canton de la Chapelle-de-Guinchay, le tout dans les deux arrondissement de Mâcon et arrondissement de Villefranche-sur-Saône.

### Bassin versant
L'Arlois traverse une seule zone hydrographique « La Saône de l'Artois inclus à la Chalaronne » (U431) de 27 130 km2 de superficie.

## Affluents
L'Arlois a deux affluents référencés :
- Le Préty (rd[note 2]) 3,1 km sur les deux communes de Pruzilly et Saint-Vérand avec un affluent :
  - le ruisseau Prétu (rg) 3,5 km sur les quatre communes de Leynes, Pruzilly, Saint-Vérand et Cenves.
- le Ruisseau Goitrond (rg) 2 km sur les deux communes de Chaintré et Chânes.

### Rang de Strahler
Le rang de Strahler de l'Arlois est donc de trois.

## Hydrologie
Son régime hydrologique est dit pluvial océanique.

## Aménagements et écologie

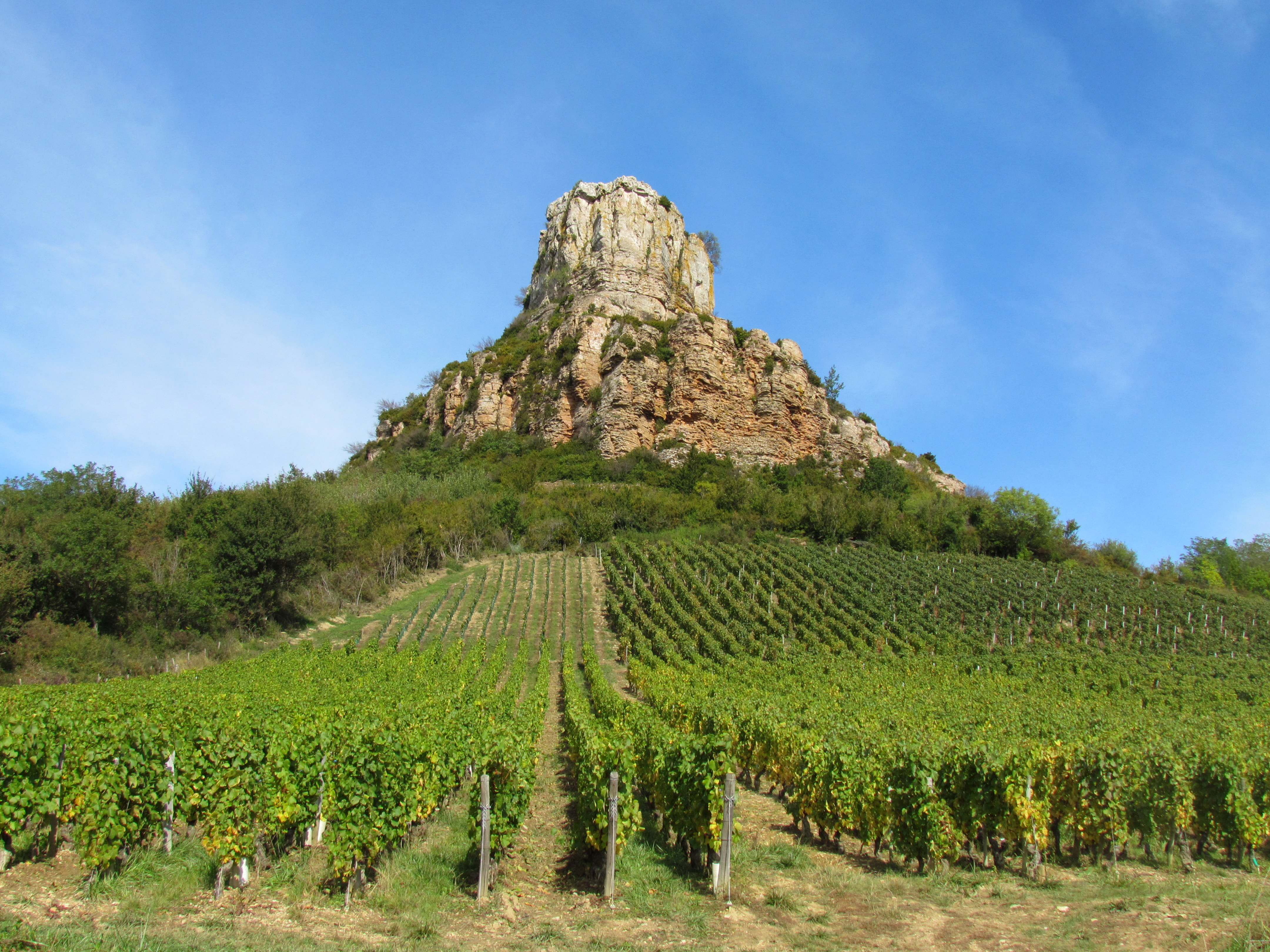
Vignes de l’appellation Pouilly-Fuissé et la Roche de Solutré fréquentée par le président François Mitterrand.

## Pêche et AAPPMA
L'Arlois a donné son hydronyme à l'AAPPMA et société de pêche l'Arloise, sise à Crêches-sur-Saône. L'Arlois est un cours d'eau de première catégorie, et des lâchers de truite ont lieu deux fois par an. Le lac des Sablons et la Gravière sont deux plans d'eau de pêche au sud de l'embouchure de l'Arlois. La population piscicole du lac des Sablons est constituée de brochets, truites arc-en-ciel, sandres, brochets, poisson fourrage et de black-bass. Une pollution importante a eu lieu en 2011 entrainant la disparition de 100 % des poissons à Chânes.